# East Glacier Park Village
East Glacier Park Village est un village situé dans le comté de Glacier dans le Montana aux États-Unis. La population était de 396 individus lors du recensement de 2000.

## Géographie
Le village se situe à l'est du parc national de Glacier. La superficie est de 11,3 km² et est composée exclusivement de terres. Une gare située le long de ligne de chemin de fer BNSF se trouve dans le village.

## Démographie
Selon le recensement de 2000, sur les 396 habitants, on retrouvait 148 ménages et 101 familles. La densité de population était de 35 habitants par km² et la densité d’habitations (76.230 au total)  était de 19 habitations par km². La population était composée de 51,75 % d’amérindiens, de 43,43 % de blancs et de 0,25 %  d’afro-américains.
32,10 % des ménages avaient des enfants de moins de 18 ans, 50,7 % étaient des couples mariés. 25,8 % de la population avait moins de 18 ans, 5,6 % entre 18 et 24 ans, 28,8 % entre 25 et 44 ans, 26,5 % entre 45 et 64 ans et 7,1 % au-dessus de 65 ans. L’âge moyen était de 36 ans. La proportion de femmes était de 100 pour 92,1 hommes.
Le revenu moyen d’un ménage était de 37.417 dollars.